# Urząd Rezerw Państwowych
Urząd Rezerw Państwowych – centralny urząd administracji państwowej istniejący w Polsce w latach 1950–1972, ustanowiony w celu zapewnienia rezerw państwowych i właściwej gospodarki tymi rezerwami. 

## Utworzenie urzędu, zakres działania i podległość
Urząd Rezerw Państwowych został utworzony na podstawie ustawy z 7 marca 1950 r. Do zakresu jego działania należały sprawy państwowych rezerw konsumpcyjnych i materiałowych utrzymywanych w ramach prowadzonej wówczas planowej gospodarki narodowej. Na czele urzędu stał prezes powoływany i odwoływany przez Prezesa Rady Ministrów.
Ustawa z 7 marca 1950 r. przewidywała podległość Urzędu Rezerw Państwowych Przewodniczącemu Komitetu Ekonomicznego Rady Ministrów. Po zniesieniu komitetu dekretem z 21 września 1950 r. sprawy te przejął Przewodniczący Państwowej Komisji Planowania Gospodarczego (który do tej pory łączył to stanowisko z funkcją szefa KERM). Kolejny raz zmiana podległości nastąpiła po ukazaniu się ustawy z 11 września 1956 r. zmieniającej ustawę z 7 marca 1950 r., gdy urząd podporządkowano bezpośrednio Prezesowi Rady Ministrów.
Zgodnie z ustawą z 11 września 1956 r. działalność Urzędu Rezerw Państwowych regulowana była przepisami wydawanymi przez Prezesa Rady Ministrów, który określał zasady tworzenia rezerw państwowych oraz formy i tryb współpracy urzędu z organami administracji państwowej, instytucjami publicznymi i przedsiębiorstwami gospodarki uspołecznionej.

## Likwidacja urzędu
Urząd Rezerw Państwowych funkcjonował do czasu wejścia w życie dwóch ustaw z 29 marca 1972 r. Po zniesieniu urzędu sprawy należące do jego właściwości przejęła Państwowa Rada Gospodarki Materiałowej, nowo utworzony centralny organ administracji państwowej w sprawach gospodarki surowcami i materiałami oraz rezerw państwowych.

## Kierownictwo urzędu
Prezesi Urzędu Rezerw Państwowych:
- Daniel Kac (PZPR) (p.o.) (3 grudnia 1953 r. – 31 grudnia 1957 r.)
- Daniel Kac (PZPR) (31 grudnia 1957 r. – 3 kwietnia 1968 r.)
- Roland Mazurek (PZPR) (p.o.) (3 kwietnia 1968 r. – 1 sierpnia 1968 r.)
- Roland Mazurek (PZPR) (1 sierpnia 1968 r. – 28 kwietnia 1972 r.)

Wiceprezesi Urzędu Rezerw Państwowych:
- Daniel Kac (PZPR) (1 grudnia 1950 r. – 31 grudnia 1957 r.)
- Bolesław Geraga (PZPR) (11 stycznia 1958 r. – 19 września 1960 r.)
- Antoni Mierzwiński (PZPR) (1 sierpnia 1968 r. – 24 kwietnia 1972 r.)

Dyrektorzy generalni w Urzędzie Rezerw Państwowych:
- Stanisław Radkiewicz (PZPR) (27 lipca 1963 r. – 30 kwietnia 1968 r.)
- Roland Mazurek (PZPR) (1 listopada 1966 r. – 3 kwietnia 1968 r.)